# Lesiones deportivas

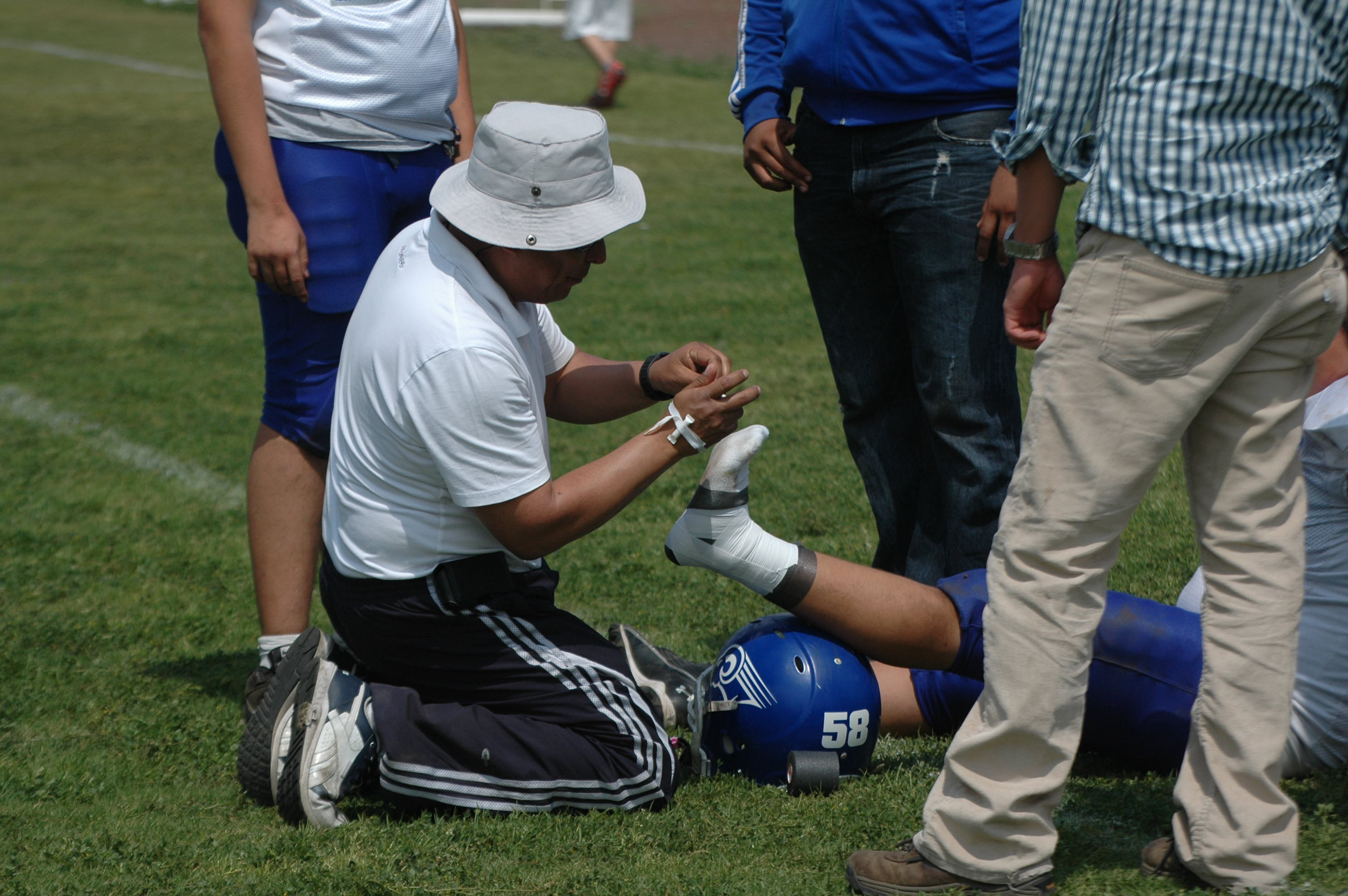
Apoyo técnico al jugador por una torcedura durante partido en México.

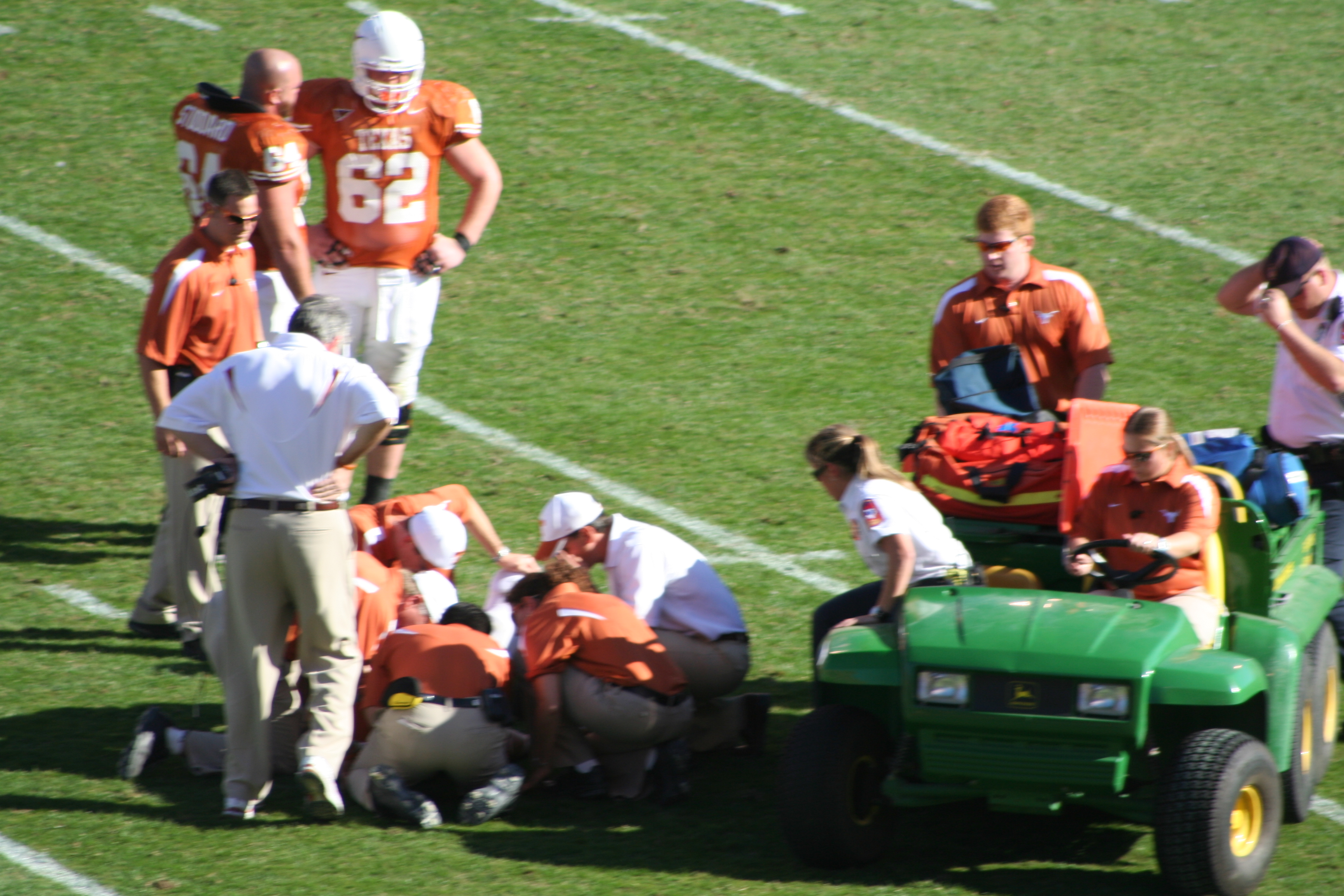
Estas lesiones en el ámbito amateur no causan por lo general mucho daño, pero en el profesional pueden acarrear el fin de una carrera y la pérdida de mucho dinero.

Se entiende por lesiones deportivas cualquier daño que se le haga al organismo, ya sea psicológico o físico, practicando una actividad deportiva, ocasionando lesión o discapacidad. La mayoría de los trastornos musculares son de origen traumático y relacionada con la actividad deportiva. Aproximadamente un 30 % de las lesiones en deportistas afectan los músculos.
Algunas ocurren accidentalmente, pero otras resultan de malas prácticas de entrenamiento o del uso inadecuado del equipo de entrenamiento. Algunas personas se lastiman cuando no están en buena condición física.

## Clasificación de las incapacidades
No hay un criterio único para las lesiones, aunque popularmente se les trata como lesión grave o lesión simple.
1. Lesiones Deportivas en el Profesionalismo. Dependiendo si son solo unos días, solo conllevan la pérdida de la concentración y un dolor leve, pero si la lesión se agrava puede acabar con la carrera del profesional (ejemplo: Óscar Miñambres o Luis Zubeldía).
2. Lesiones Deportivas en el ámbito Amateur. Más que el daño propio de la lesión, o los gastos médicos que esta pueda conllevar, lo más probable es que se pierdan simplemente las ganas de jugar el deporte por un tiempo.

Las lesiones deportivas en niños y adolescentes difieren de aquellas del adulto, dado que existen factores anatómicos propios relacionados con el crecimiento y desarrollo.
Hay medidas de prevención establecidas en la epidemiología de lesiones deportivas. De manera que, en ella encontramos que el fútbol seguido de baloncesto y fútbol de sala son los principales deportes donde se ven afectadas las extremidades inferiores, especialmente la rodilla... Dentro del artículo también se encuentran edades en las cuales se ven más afectados los deportistas.